# 黒坂真美
黒坂 真美（くろさか まみ、1979年2月10日 - ）は、日本の女優。兵庫県姫路市出身。ワン・ステップ・ミュージックを経てプロダクション尾木所属。

## 人物・来歴
- 1997年、ジャパン・アーチスト・オフィス「第30回新人プレゼンテーション」で芸能界入り。
- 1999年、キグナス石油イメージガール。
- 2021年5月25日、一般男性との結婚を発表[1]。

## 出演

### テレビドラマ
- 美少女H（フジテレビ）
  - 美少女H「サクラサク…」（1998年） - 主演
  - 美少女H2「Please Mr.Tomorrow」（1998年） - 主演
  - 美少女H3「赤い波涛」（1999年） - 主演
- じんべえ（1998年、フジテレビ） - 町山智子 役
- ナオミ（1999年、フジテレビ） - 安達薫 役
- チープ・ラブ（1999年、TBS） - 青山（加賀谷）樹理 役
- 世にも奇妙な物語
  - 世にも奇妙な物語「断定男」（2000年、フジテレビ） - 川口明美 役
  - 世にも奇妙な物語 '12春の特別編 「スウィート・メモリー」（2012年4月21日、フジテレビ） - アシスタント1 / デザイナー 役
- 涙をふいて（2000年、フジテレビ） - 高木理絵 役（第7話 - ）
- FACE〜見知らぬ恋人〜（2001年、日本テレビ） - 石川渚 役
- 新・お水の花道（2001年、フジテレビ） - ゆうか 役
- 京都迷宮案内3（2001年、テレビ朝日） - 三浦絹恵 役
- 恋するトップレディ 第8話（2002年、関西テレビ）
- リカ（2003年、テレビ朝日）
- 顔（2003年、フジテレビ） - 相田咲子 役
- LOVEトレード〜素敵な恋の育て方〜（2004年、BS-i） - 矢口瞳 役 - 主演
- 松本清張ドラマスペシャル・黒の回廊（2004年、日本テレビ）
- 冬の輪舞（2005年、東海テレビ） - 水島千鶴子 役
- 火曜サスペンス劇場（日本テレビ）
  - 「六月の花嫁2005 四重奏」（2005年） - 丸山みすず 役
  - 「事件記者・三上雄太(3)」（2005年） - 吉野旬子 役
- 水曜ミステリー9（テレビ東京）
  - 「農家の嫁は弁護士!神谷純子のふるさと事件簿」（2005年） - 吉井（城山）優香 役
  - 「事件記者 浦上伸介パート6/会津・猪苗代湖 〜赤べこ殺人事件〜」（2008年） - 結城麻衣（見習い記者） 役
  - 「沖縄リゾート コンシェルジュ具志堅陽子の名推理 歪な密室」（2012年7月25日） - 安西瑛子 役
  - 「捜査検事・近松茂道14・秘湯・乳頭温泉に消えた女」（2013年11月27日） - 浅井尚美 役
  - 「落としの鬼 刑事 澤千夏2」（2013年12月11日） - 安原麻紀 役
  - 「浅草下町通交番 子連れ巡査の捜査日誌2」（2014年6月4日） - 鈴木早苗 役
  - 「多摩南署たたき上げ刑事・近松丙吉13・眼前の殺人者」（2015年10月7日） - 島津唯子 役
  - 「金沢のコロンボ3」（2016年8月17日） - 島森菊音 役[2]
- 月曜ミステリー劇場「検察官沢木穂乃歌2 悪の断層」（2005年、TBS）
- 相棒 Season 4 第13話「最後の着信」（2006年1月18日、テレビ朝日 / 東映） - 白坂由美 役
- 土曜ワイド劇場（テレビ朝日）
  - 「家政婦は見た!24」（2006年）
  - 「温泉若おかみの殺人推理26・日光鬼怒川温泉〜殺意のライン下り!!」（2013年8月24日） - 緒方マリ 役
  - 「天才刑事・野呂盆六ファイナル・盆六 暁に死す! 天才刑事VS. 英国帰りの双子の兄!」（2015年9月19日、朝日放送） - 雨宮小町 役
  - 「ショカツの女11・殺人犯は元少年A? 24年間背負ってきた世間の目!」（2015年11月21日、朝日放送） - 生田美登里 役
- ナショナル劇場50周年記念特別企画 「大岡越前」2時間スペシャル（2006年3月20日、TBS / C.A.L） - 小萩 役
- 新・科捜研の女3 第4話（2006年、テレビ朝日）- 矢田桜子 役
- 月曜ゴールデン（TBS）
  - 「浅見光彦シリーズ22・佐用姫伝説殺人事件」（2006年）
  - 「森村誠一サスペンス 正義の証明」（2011年9月26日） - 宮崎葉子刑事 役
  - 「船上パーサー 氷室夏子 豪華フェリー殺人事件」（2012年8月6日） - 金子ひかり 役
  - 「北海道警察 人質」（2014年11月3日） - 来見田幸子 役
  - 「世田谷駐在刑事3」（2015年8月10日） - 高森梓 役
- 水戸黄門 第37部 第12話「剣では得られぬ宝物-十和田-」（2007年6月25日、TBS / C.A.L） - おのぶ 役
- ありふれた奇跡（2009年、フジテレビ） - 時枝春美 役
- キイナ〜不可能犯罪捜査官〜 第4話 「死を鑑る占い」（2009年、日本テレビ） - 高原美和子 役
- リセット 第6話「家族の二つの分かれ道」（2009年2月19日、読売テレビ） - 柴田早苗 役
- 名探偵の掟 第2章「口の字館 会社社長愛人密会殺人事件」（2009年4月24日、テレビ朝日） - 桃川好美 役
- オルトロスの犬（2009年、TBS） - 秘書 役
- 恋うたドラマSP 三日月 第2夜（2009年9月30日、TBS）
- 三代目明智小五郎〜今日も明智が殺される〜 第7話（2010年5月27日、毎日放送） - 亜傘クリス子 役
- 警視庁失踪人捜査課 第7話（2010年5月28日、朝日放送・テレビ朝日） - 遠野果歩 役
- ハンチョウ（TBS）
  - ハンチョウ〜神南署安積班〜 シリーズ3 第11話（2010年9月13日） - 殺された被害者の同僚（後輩ホステス） 役
  - ハンチョウ〜警視庁安積班〜 第1・2話（2012年4月9日・16日） - 石川綾乃 役
- ホンボシ〜心理特捜事件簿〜 第1話（2011年1月20日、テレビ朝日） - 海野由美子 役
- Dr.伊良部一郎 第3話（2011年2月13日、テレビ朝日） - 坂上厚子 役
- テンペスト（2011年8月28日 - 9月18日、NHK BSプレミアム） - 女官 役
- 勇者ヨシヒコと魔王の城 第12話（2011年9月24日、テレビ東京） - 受付嬢 役
- 金曜プレステージ（フジテレビ）
  - 「女医・倉石祥子〜死の点滴〜」（2012年2月17日）
  - 「外科医 鳩村周五郎10」（2012年8月17日） - 近藤真理恵 役
  - 「悪女たちのメス episode2」（2012年12月21日） - 中川恭子 役
  - 「山村美紗サスペンス 推理作家・池加代子 殺しの文学賞」（2013年7月26日） - 明石夏美 役
  - 「十津川捜査班8 家族」（2014年1月24日） - 脇田加代 役
  - 「警察庁特別監察官 氷の女・氷室透子」（2014年7月11日） - 吉武雪絵 役
- 都市伝説の女 第3話（2012年4月27日、テレビ朝日） - 西浦幸恵 役
- 警視庁捜査一課9係 season7 第10話「殺人オーケストラ」（2012年9月5日、テレビ朝日）- ヴァイオリニスト・堀田朋子 役
- 白衣のなみだ 第二部「慈命」（2013年4月29日 - 5月31日、東海テレビ） - 富沢茜 役
- なるようになるさ。 第3・4話（2013年7月26日・8月2日、TBS） - 小田由美子 役
- 連続テレビ小説 ごちそうさん 第37話 - （2013年11月12日 -、NHK） - 長屋の女性 役
- トクボウ 警察庁特殊防犯課 第11話（2014年6月12日、読売テレビ） - 深田麻由 役
- ST 赤と白の捜査ファイル 第7話（2014年8月27日、日本テレビ） - 柚木響子 役
- ビンタ!〜弁護士事務員ミノワが愛で解決します〜 第5話（2014年10月30日、読売テレビ） - 永井絵美 役
- 銭の戦争 第8話（2015年2月24日、関西テレビ） - カンナ 役
- 美女と男子（2015年4月14日、NHK総合テレビ「ドラマ10」） - 緒方由実 役
- リスクの神様 第9話（2015年9月9日、フジテレビ） - のぞみ 役
- 金曜プレミアム（フジテレビ）
  - 「赤い霊柩車シリーズ36 惻隠の誤算」（2016年3月25日） - 犬飼里緒 役
- 仰げば尊し （2016年7月 - 9月、TBS） - 有馬美穂子 役
- 下剋上受験 第5話（2017年2月10日） - 中津川晴美 役
- トットちゃん!（2017年10月 - 12月、テレビ朝日） - 上原かなえ 役[3]
- 特命刑事 カクホの女（2018年2月9日、テレビ東京） - 加山浩美 役
- 科捜研の女
  - Season7  第4話（2006年8月3日、テレビ朝日）-矢田桜子　役
  - Season13 第11話（2014年2月6日、テレビ朝日）-バイオニスト　伊東冴子　役
  - Season18 第4話（2018年11月15日、テレビ朝日）‐ 子供服メーカー「ヤングウェアカンパニー」販売促進部 課長・名取摩耶 役
- 新・十津川警部シリーズ（内藤剛志）8「外房線に消えた女〜十津川の初恋〜」（2019年3月25日、TBS）- たてやま温泉「夕日海岸 昇鶴」仲居・江島聡子 役
- これは経費で落ちません! 第5話（2019年8月23日、NHK）‐ 熊井知歌 役[4]
- 未解決の女 警視庁文書捜査官 Season2 第3話（2020年8月20日、テレビ朝日） - 大野多恵 役
- 私たちはどうかしている 第三話（2020年8月26日、日本テレビ） - 多喜川美由紀 役
- 税務調査官・窓際太郎の事件簿35（2020年12月6日、BS-TBS） - 東京環境科学大学・准教授 蓑田信子 役
- 相棒 Season20 第7話（2021年11月24日、テレビ朝日） - 辻浦千夏 役

### 映画
- ゴト師株式会社 ルーキーズ2（2000年） - 成田有紀 役
- クリスマス・イヴ（2001年） - 光瀬敦子 役 - 主演
- ココニイルコト（2001年） - 渡部あつこ 役
- 監督感染 TWO SHOT（2003年）
- 雨よりせつなく（2004年）
- 旅の贈りもの 0:00発（2006年） - ミチル 役
- 手のひらの幸せ（2010年）
- 交渉人 THE MOVIE（2010年）
- ぬくもりの内側（2023年 厚生労働省推薦、イオンエンターテイメント）- 紀子 役

### 舞台
- 真夏の夜の夢（2004年）
- 呪い（2007年11月15日 - 18日、ジェットラグプロデュース、於：新宿ゴールデン街劇場）
- 裁判長!ここは懲役4年でどうすか The Stage （2012年1月25日 - 1月29日、全労済ホールスペース・ゼロ）
- 風ながるる
  - 東京公演（2012年9月26日 - 9月30日、SPACE107）
  - 大阪公演（2012年10月6日 - 10月8日、大阪市立芸術創造館）
  - 熊本公演（2012年10月11日 - 10月13日、熊本市男女共同参画センターはあもにい）
- ライン（2012年12月5日 - 12月9日、新宿シアターサンモール）[5] - サメジマ 役

### バラエティ番組
- SMAP×SMAP（関西テレビ・フジテレビ）
- ライオンのごきげんよう（フジテレビ）
- パパパパパフィー（テレビ朝日）
- 朝だ!生です旅サラダ（朝日放送） - 旅サラダガールズ

### CM
- NTTドコモ「モバイル・ポケットボード」（1998年 - 2000年）
- LION「休足時間」（2000年 - 2005年）
- キリンビバレッジ「潤る茶」（2008年5月 - ）
- JR西日本「いにしえの岡山篇」（2011年 - ）